# 曼特鎮區 (明尼蘇達州契皮瓦縣)
曼特鎮區（英語：Mandt Township）是位於美國明尼蘇達州契皮瓦縣的一個行政鎮區。

## 地方資料
曼特鎮區的面積為92.00平方千米，當中陸地面積為91.90平方千米，而水域面積為0.10平方千米。根據2020年美國人口普查的數據，當地共有人口150人，而人口密度為每平方千米1.63人。